# Lissoteles hermanni
Lissoteles hermanni är en tvåvingeart som beskrevs av Mario Bezzi 1910. Lissoteles hermanni ingår i släktet Lissoteles och familjen rovflugor. Inga underarter finns listade i Catalogue of Life.